# Consorsbank
Consorsbank ist eine Marke der BNP Paribas S.A. Niederlassung Deutschland, einer Zweigniederlassung der französischen Großbank BNP Paribas. Die Direktbank verwaltet ein Kundenvermögen von 92,4 Milliarden Euro von etwa 1,78 Millionen Kunden in Deutschland (Stand: Dezember 2024).

## Geschichte

### Gründung

Logo bis 7. Dezember 2014

1994 gründete Karl Matthäus Schmidt den Discount-Broker Consors als Tochter der Schmidtbank. Am 16. Februar 1998 erfolgte die Umwandlung in die ConSors Discount-Broker GmbH mit Sitz in Hof. Nach der Umwandlung in die Consors Discount-Broker Aktiengesellschaft am 21. Oktober 1998 war Consors von 1999 bis 2002 an der Börse gelistet. Im Jahr 2001 betreute die Bank 450.000 Kundendepots und expandierte in die Schweiz sowie nach Frankreich, Italien und Spanien.

### Übernahme durch BNP Paribas
Die Muttergesellschaft Schmidtbank kämpfte mit wirtschaftlichen Problemen, weshalb deren Tochtergesellschaft Consors 2002 von der französischen Großbank BNP Paribas übernommen wurde.  BNP Paribas führte dann die eigene Direktbanktochter Cortal mit dem übernommenen Broker Consors unter der neuen Firmierung Cortal Consors S.A. Zweigniederlassung Deutschland zusammen. Der Sitz befand sich in Nürnberg. Am 30. September 2003 wurde die Consors Discount-Broker Aktiengesellschaft aus dem Nürnberger Handelsregister gelöscht. Bis zum 7. Dezember 2014 trat die Direktbank unter Cortal Consors auf. Im November 2014 wurde die Cortal Consors S.A. dann Teil der deutschen Niederlassung der BNP Paribas S.A.

### Umfirmierung zur Consorsbank
In Folge der Übernahme von Cortal Consors S.A. durch BNP Paribas erfolgte am 8. Dezember 2014 die Einführung der Marke Consorsbank. Das bisherige grüne Markenlogo der Cortal Consors wurde durch das blaue Markenlogo der Consorsbank ersetzt, um den Wechsel zur neuen Marke Consorsbank zu unterstützen und um es mit dem der Hello Bank! zu vereinheitlichen. Die Hello Bank! ist eine weitere Direktbankmarke von BNP Paribas, unter der die Bankengruppe u. a. in Frankreich, Italien, Belgien und Österreich aktiv ist.

### Eingliederung der DAB Bank
Im Jahr 2014 übernahm BNP Paribas die Mehrheit an der DAB von der Unicredit Bank. 2015 wurde die DAB durch einen Squeeze-out der übrigen Kleinaktionäre dann vollständig übernommen.
In der Nacht vom 12. auf den 13. November 2016 wurde das Onlineportal für Privatkunden der DAB Bank abgeschaltet und alle Privatkunden in das Portal der Consorsbank migriert. Das rief bei vielen DAB Bank Kunden Unzufriedenheit hervor, da mehrere Features und Auswertungsmöglichkeiten ersatzlos entfielen.
Die DAB Bank firmiert seither unter der Marke DAB BNP Paribas. Gemeinsam mit den Marken DAB BNP Paribas und BNP Paribas Private Banking Wealth Management gehört die Consorsbank zur Geschäftseinheit BNP Paribas Personal Investors Germany der BNP Paribas.

## Produkte und Dienstleistungen
Als Direktbank verfügt die Consorsbank über ein Angebot an Finanzdienstleistungen und -produkten, das dem einer Vollbank ähnelt.

### Girokonto
So bietet die Consorsbank beispielsweise ein klassisches Girokonto-Modell an. Dieses beinhaltet neben der Girocard auch eine Visa Card (gegen Gebühr auch als Visa Card Gold mit zusätzlichen Services und Dienstleistungen). Google Pay und Apple Pay werden unterstützt. Zum 27. März 2021 wurde ein Mindestgeldeingang von 700 € eingeführt.

### Depot und Wertpapiere
Über das Depot der Consorsbank können neben Aktien, Anleihen und Fonds u. a. auch ETF, Futures und Optionen gehandelt werden. Als Besonderheit bietet die Consorsbank Depots für junge Trader zwischen 18 und 25 Jahren sowie für Eltern, die für ihre minderjährigen Kinder investieren möchten.

### Kredit und Finanzierung
Die Consorsbank bietet (Stand 2021) Ratenkredite, Kfz-Leasing und Baufinanzierungen an. Der Ratenkredit wird in Zusammenarbeit mit dem Schwester-Unternehmen Consors Finanz angeboten. Die Baufinanzierung wird in Zusammenarbeit mit Prohyp angeboten, die Kreditausfallversicherung im Zusammenhang mit Immobilienkrediten mit BNP Paribas Cardif.
Zusammen mit Arval bietet Consorsbank Leasing-Möglichkeiten für verschiedene Fahrzeuge an.

## Soziales Engagement

### Umweltschutz
Die Consorsbank misst, reduziert und kompensiert im Rahmen einer gruppenweiten Kampagne mit anderen BNP Paribas-Geschäftseinheiten jährlich CO2-Emissionen u. a. in den Bereichen Energie, Dienstreisen und Papier. Im Rahmen eines Tests von Focus Money wurde Consorsbank 2019 in einem Vergleich von Finanzdienstleistern mit dem Siegel „Nachhaltigstes Unternehmen“ ausgezeichnet. Die BNP Paribas Gruppe gibt an, seit 2017 CO2-neutral. zu sein.

### Gesellschaftliches Engagement
Consorsbank unterstützt Einrichtungen in München und Nürnberg mit dem Fokus auf sozial benachteiligte Kinder und Jugendliche. Als Teil der BNP Paribas Gruppe beteiligt sich Consorsbank an der gruppenweiten Corporate Volunteering Initiative #1millionhours2help.

## Einlagensicherung
Die Consorsbank ist Mitglied im Einlagensicherungsfonds des Bundesverbands deutscher Banken. Dieser bietet zusätzlichen Schutz, der über die EU-weit gesetzlich garantierte Absicherung in Höhe von 100.000 € hinausgeht.